# Eppelheim
Eppelheim è un comune tedesco di 14 503 abitanti, situato nel land del Baden-Württemberg.